# Arno Jansen
Arno Jansen (Aquisgrán, 13 de febrero de 1938) es un fotógrafo y profesor universitario alemán.

## Biografía
Jansen creció en Düsseldorf, donde comenzó a estudiar Diseño Gráfico, aunque en 1959 continuó estudiando en la Folkwangschule de Essen, con Otto Steinert, ya en el área de la fotografía.
A partir de 1964 trabajó como reportero para la ciudad de Braunschweig, donde al mismo tiempo obtuvo y desarrolló una plaza como docente en la Escuela Superior de Arte de Braunsweig.
En 1965 obtuvo la plaza de responsable de la materia Arte y Fotografía en la Kölner Werkschulen, y desde 1973 fue profesor de fotografía artística en la especialidad Arte y Diseño de la Escuela Superior de Colonia hasta su cierre.
Entre 1968 y 1974 realizó diversos fotomontajes, a partir de ese año comienza a fotografiar naturalezas muertas, siendo el tema que más ha trabajado. En su obra se nota la influencia de la fotografía subjetiva de Otto Steinert, pero con gran influencia de fotógrafos como Ralph Gibson y Lee Friedlander y su visualismo.
En la década de los 80 comenzó a realizar una significada serie de retratos de mujeres maduras.

## Exposiciones (selección)
- 2010, Retratos femeninos, Rheinisches LandesMuseum de Bonn..
- 1997, Bundeskunsthalle, Bonn.
- 1990, Rheinisches Landesmuseum, Bonn.
- 1988, Museo Ludwig, Colonia.
- 1984, Galería Image, Madrid.[6]
- 1983, Galería Wide, Tokio.

## Premios
- 1989. Premio Hermann-Claasen a la Fotografía Creativa, Colonia.[7]